# Joan Root
Joan Wells Root, geborene Thorpe (* 25. März 1936 in Nairobi; † 14. Januar 2006 in Naivasha, Kenia) war eine Tierfilmerin und Naturschutz-Aktivistin.
Joan Root, Tochter eines aus England stammenden Kaffeepflanzers und selbst ein Safari Guide, wurde 1976 mit dem Film Ballon Safari über den Kilimandscharo bekannt, den sie mit ihrem Mann Alan Root drehte. Zuletzt lebte sie mehrere Jahrzehnte auf ihrer Farm Lake Naivasha nordwestlich von Nairobi, wo sie Anfang 2006 ermordet wurde.